# František Nejedlý
František Nejedlý (Libušín, 2 luglio 1907 – 8 febbraio 1979) è stato un calciatore cecoslovacco, di ruolo difensore.

## Carriera

### Nazionale
Il 25 marzo 1934 gioca la sua unica partita in Nazionale in un'amichevole contro la Francia (1-2).